# Paracyclois atlantis
Paracyclois atlantis är en kräftdjursart som beskrevs av Fenner A. Chace 1939. Paracyclois atlantis ingår i släktet Paracyclois och familjen Calappidae. Inga underarter finns listade i Catalogue of Life.